# HeinOnline
HeinOnline (HOL) est un service de base de données Internet commercial lancé en 2000 par William S. Hein & Co., Inc. (WSH Co), un éditeur de Buffalo (New York) spécialisé dans les documents juridiques. La société a commencé à Buffalo (New York) en 1961 et est actuellement basée à Getzville, NY. En 2013, WSH Co. était la 33e plus grande entreprise privée de l'ouest de New York, avec un chiffre d'affaires d'environ 33 millions de dollars et plus de soixante-dix employés.
HeinOnline est une source de documents juridiques traditionnels (cas signalés, lois, réglementations gouvernementales, revues de droit universitaires, revues et magazines juridiques produits commercialement et traités classiques), documents historiques, gouvernementaux et politiques, débats législatifs, rapports des pouvoirs législatif et exécutif, constitutions mondiales, traités internationaux, rapports et autres documents d'organisations internationales. La base de données comprend plus de 192 millions de pages de documents « dans un format en ligne, entièrement consultable et basé sur des images »,.
Tous les documents sur HeinOnline sont disponibles sous forme de PDF téléchargeables et consultables des documents originaux et complets. Contrairement à ses principaux concurrents, HOL ne saisit pas le contenu des documents, des affaires et des lois statutaires, mais les numérise à la place avec une technologie de numérisation optique haut de gamme. Cette approche évite l'introduction d'erreurs typographiques. En outre, d'autres concurrents modifient ou suppriment souvent des cas et des documents, ou modifient la pagination, le formatage et l'utilisation de diverses polices de caractères telles que l'italique. En raison de l'utilisation par HOL des fichiers PDF de tous les documents originaux, les documents apparaissent exactement comme ils l'étaient dans la publication originale.
HeinOnline a désormais pris de l'expansion pour inclure des rapports et des délibérations des gouvernements et des agences fédérales, étatiques et locales, des livres modernes, des revues et revues de droit non académiques, des périodiques juridiques actuels, des rapports et statuts de droit étrangers, des rapports des pouvoirs législatif et exécutif de gouvernements étrangers et ONG, rapports annuels de nombreuses organisations non juridiques (telles que les sociétés antiesclavagistes du XIXe siècle, les organisations religieuses et les sociétés médicales), des rapports d'organisations internationales historiques (telles que la Société des Nations) et d'organisations internationales modernes (telles que les Nations unies). HOL a mis en ligne, dans un format de recherche par mot, pratiquement tous les périodiques juridiques historiques connus en anglais. Le bibliothécaire en chef d'une grande école de droit canadienne a qualifié ce projet de « travail épique de HeinOnline.